# Aleksandyr Kisjow
Aleksandyr Nikołow Kisjow (bułg. Александър Николов Кисьов, ur. 10 czerwca 1879 w Elenie, zm. 26 grudnia 1964 w Sofii) – bułgarski wojskowy, dyplomata i historyk, generał kawalerii, minister wojny Carstwa Bułgarii (1931–1934).

## Życiorys
Był synem Nikoły Kisjowa. W 1899 ukończył szkołę wojskową w Sofii i uzyskał awans na stopień podporucznika, a w 1903 na stopień porucznika. Służył początkowo w lejbgwardyjskim pułku konnym. Po awansie na stopień porucznika został wysłany do Francji, gdzie w 1906 ukończył akademię wojskową. W latach 1906–1907 był doradcą wojskowym księcia Borysa. W latach 1909–1910 służył w 1. i 4. pułku artylerii konnej. W latach 1910–1911 pełnił funkcję attache wojskowego w Belgradzie, a następnie w latach 1912–1913 w Bukareszcie. Brał udział w wojnach bałkańskich jako szef wydziału operacyjnego 4 i 5 armii. W 1913 uczestniczył w demarkacji granicy bułgarsko-serbskiej. W 1914 ponownie wrócił do lejbgwardyjskiego pułku konnego, a po awansie na podpułkownika w 1915 trafił na front i objął stanowisko szefa sztabu 1 dywizji konnej gen. Iwana Kolewa. Pod koniec wojny dowodził brygadą piechoty. Po zakończeniu wojny objął stanowisko komendanta szkoły kawalerii, a następnie kierował wydziałem operacyjnym w sztabie armii. W latach 1919–1930 był komendantem żandarmerii wojskowej. W 1925 uzyskał awans na pierwszy stopień generalski. 31 stycznia 1931 objął stanowisko ministra wojny w gabinecie Andreja Lapczewa. W 1934 został zdymisjonowany w związku z wykrytymi nadużyciami w armii. Po awansie na stopień generała kawalerii odszedł ze służby.
Był autorem książki poświęconej działaniom 1 dywizji konnej w Dobrudży w 1916, wydanej w 1928.
Zmarł w 1964 w Sofii.

## Awanse
- podporucznik (Подпоручик) (1899)
- porucznik  (Поручик) (1903)
- kapitan  (капитан) (1906)
- major  (Майор) (1912)
- podpułkownik  (Подполковник) (1915)
- pułkownik  (Полковник) (1917)
- generał major  (Генерал-майор) (1925)
- generał porucznik (Генерал-лейтенант) (1930)
- generał kawalerii (Генерал от кавалерията) (1934)

## Odznaczenia
- Order Waleczności 2. i 3. st. II klasy, IV st. II klasy
- Order Świętego Aleksandra II stopnia i V stopnia z mieczami
- Order Zasługi Wojskowej 1 st.
- Krzyż Żelazny 2 st.